# Sebastian Steinegger

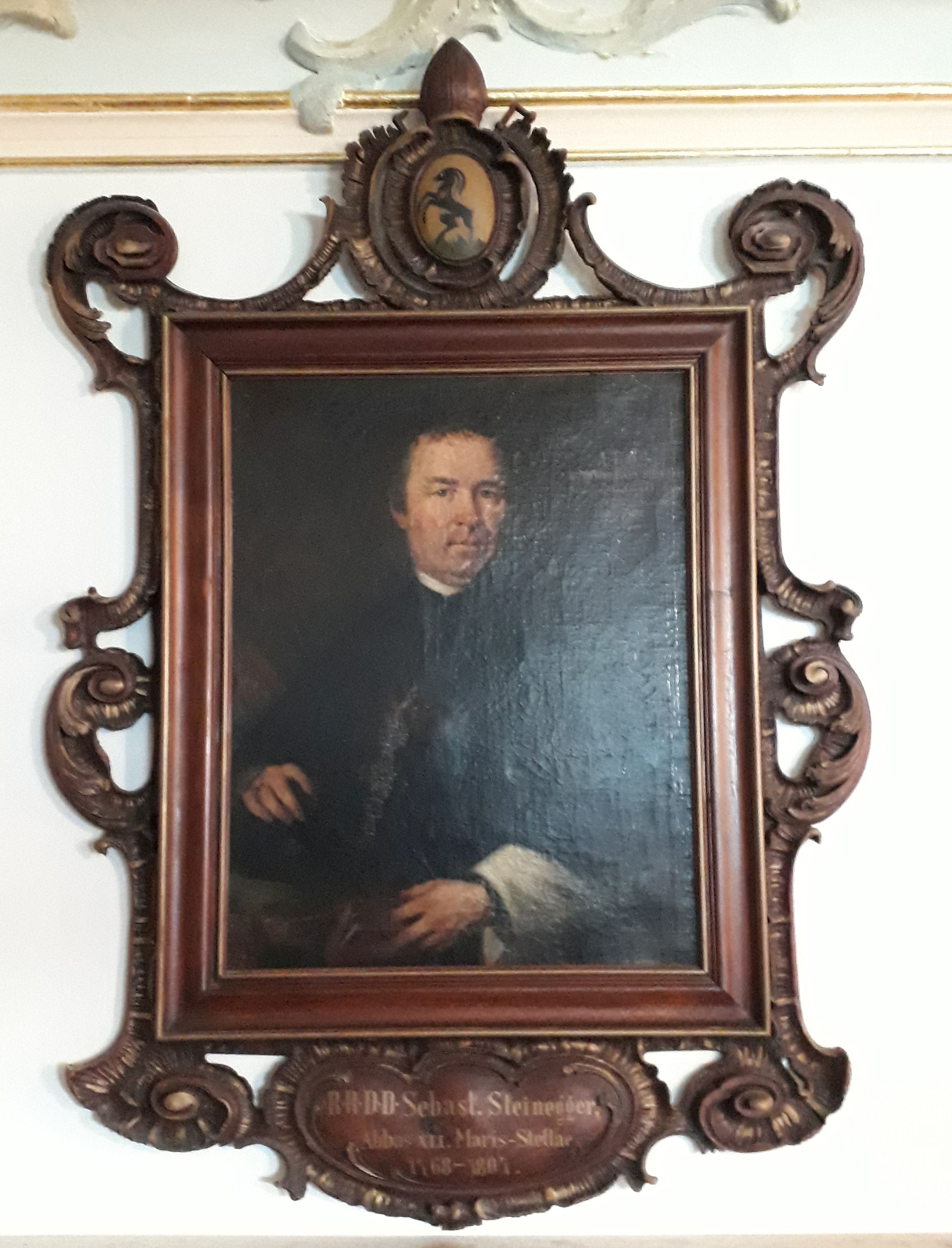
Sebastian Steinegger

Sebastian Steinegger SOCist (* 7. September 1736 in Lachen SZ; † 10. April 1807 in Wettingen) war Abt des Klosters Wettingen.

## Leben
Der Sohn eines Gastwirts legte 1754 Profess im Kloster Wettingen ab und empfing 1760 die Priesterweihe. Von 1762 bis 1767 lehrte er Theologie an der Hauslehranstalt, war von 1767 bis 1768 Pfarrer in Würenlos und wurde 1768 zum Abt gewählt. Am 16. Juli 1769 wurde er durch den Nuntius Luigi Valenti Gonzaga in Luzern benediziert.
Während der ersten zwanzig Jahre versuchte er im Kloster zwischen Ordensideal und den Ideen der Aufklärung zu vermitteln. Trotzdem kam es zu offenen Spannungen im Konvent. Seine Klosterbaupläne kamen aus verschiedenen Gründen, nicht zuletzt aus Geldmangel, nicht zustande. Später machte die französische Invasion der Schweiz allen Plänen ein Ende. Ständig war das Kloster von französischem Militär besetzt, tausende von Flüchtlingen suchten und erhielten Zuflucht. Dazu kamen erhebliche Geldzahlungen an die Kantonsregierung.
Während der Zeit der Helvetik harrten Abt und Konvent im Kloster aus und konnten so seinen Fortbestand sichern. Ab 1804 befasste sich Steinegger mit Schulfragen und wurde Mitglied des aargauischen Schulrats. Nach dem Zusammenbruch der Oberdeutschen Zisterzienserkongregation und der Aufhebung des Klosters Salem entstand auf seine Initiative hin 1806 aus den übriggebliebenen Schweizer Zisterzienserklöstern die Schweizerische Zisterzienserkongregation, deren erster Generalabt er wurde.